# لورا جيبسون
لورا جيبسون (بالإنجليزية: Laura Gibson)‏ هي كاتبة غنائية وملحنة ومغنية أمريكية، ولدت في 9 أغسطس 1979 في كوكيل في الولايات المتحدة.

## وصلات خارجية
- الموقع الرسمي
- لورا جيبسون على موقع ميوزك برينز (الإنجليزية)
- لورا جيبسون على موقع أول ميوزيك (الإنجليزية)
- لورا جيبسون على موقع ديسكوغز (الإنجليزية)